# Municipio de Penn (condado de York)
El municipio de Penn (en inglés: Penn Township) es un municipio ubicado en el condado de York en el estado estadounidense de Pensilvania. En el año 2000 tenía una población de 14,592 habitantes y una densidad poblacional de 441 personas por km².

## Geografía
El municipio de Penn se encuentra ubicado en las coordenadas 39°47′50″N 76°57′29″O / 39.79722, -76.95806.

## Demografía
Según la Oficina del Censo en 2000 los ingresos medios por hogar en la localidad eran de $47,876 y los ingresos medios por familia eran $53,544. Los hombres tenían unos ingresos medios de $38,415 frente a los $24,024 para las mujeres. La renta per cápita para la localidad era de $19,833. Alrededor del 3,6% de la población estaban por debajo del umbral de pobreza.